# Cimetière communal de Pierrefitte-sur-Seine
Le cimetière communal de Pierrefitte, est un des deux cimetières de la commune de Pierrefitte-sur-Seine en Seine-Saint-Denis, avec le cimetière intercommunal des Joncherolles. Il est situé Impasse Edouard-Vaillant.

## Historique
Avant 1787, le cimetière est établi sur les terrains contigus à l’église devenus le jardin du presbytère. Un premier cimetière  communal est ouvert cette année-là sur le flanc Est de l’actuelle avenue du Général-Gallieni, anciennement avenue du Nord, avant que ne soit acté en 1827 la fondation d'un nouveau cimetière communal sur le flanc Ouest de l'avenue, à flanc de coteau, en contrebas de la Butte Pinson,.

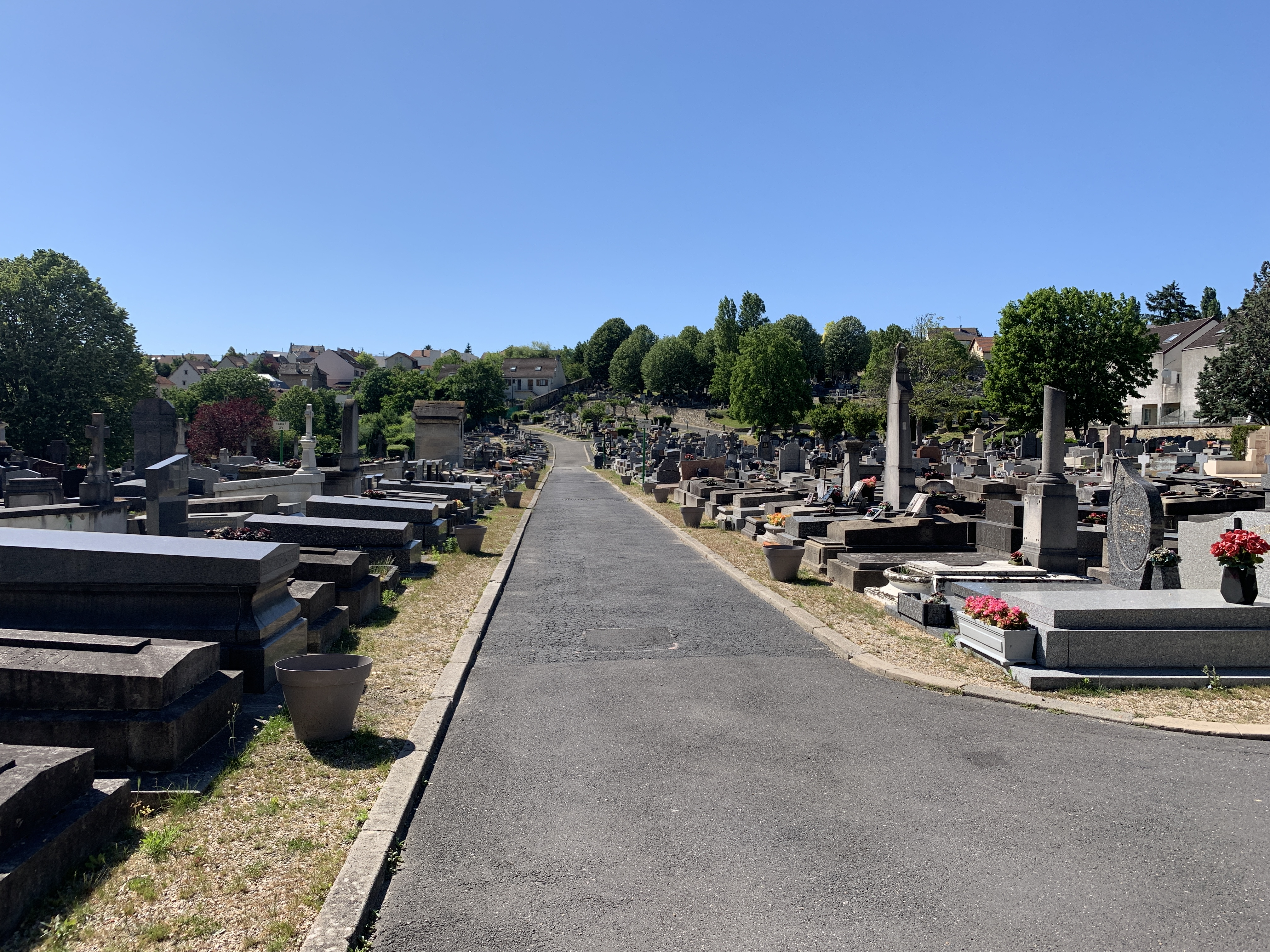
L'allée principale en 2020.

Le 13 janvier 1828, la commune fit l'acquisition d'une parcelle de 10 ares et 23 centiares, qui allait être la partie la plus ancienne du cimetière. Le 5 août 1840, Mademoiselle Elisabeth Reboussin, habitant la commune, lui fit don d'un terrain de 22 ares 39 centiares, qui permet son agrandissement. Plus tard encore, un dernier agrandissement de 5 ares 68 centiares donna à cette nécropole sa superficie actuelle. Les corps inhumés dans l'ancien cimetière sont transférés dans le nouveau site en 1839, lequel connaîtra plusieurs extensions, la principale remontant à 1865. Une cloche est installée vers 1896 pour sonner l'heure de la fermeture du cimetière.
Le cimetière abrite  trois monuments aux morts. Le premier prend la forme d'une pyramide de trois mètres de hauteur, construite en 1889, dédiée aux Victimes de la Guerre, contient les restes de sept soldats français. Sur un autre terrain, clos par une grille, sont inhumés treize soldats allemands, eux aussi tombés lors de la guerre franco-allemande de 1870.
Enfin, le monument aux morts le plus récent, dédié aux soldats Morts pour la France de la Première Guerre mondiale, est inauguré en 1922 en présence du ministre Paul Strauss. Il est localisé dans  le carré  militaire dont  la construction a été décidée en 1920 et où les premières dépouilles de  soldats sont rapatriées entre 1920 et 1923. Il représente, sur un piédestal, une femme en deuil qui embrasse un casque de poilu, une couronne mortuaire dans la main droite. Il commémore les conflits: 1914-18, 1939-45, AFN-Algérie (54-62).
D'autres monuments funéraires civils présentent une qualité artistique, notamment le cippe surmonté d'une colonne, de la famille Reboussin.
Avec l'ouverture du cimetière intercommunal  des  Joncherolles en 1977, la vente de concessions est stoppée avant de reprendre dans les années 2010. En octobre 2021, il est créé un columbarium. La ville de Pierrefitte est membre du Syndicat intercommunal funéraire de la région parisienne.

## Personnalités

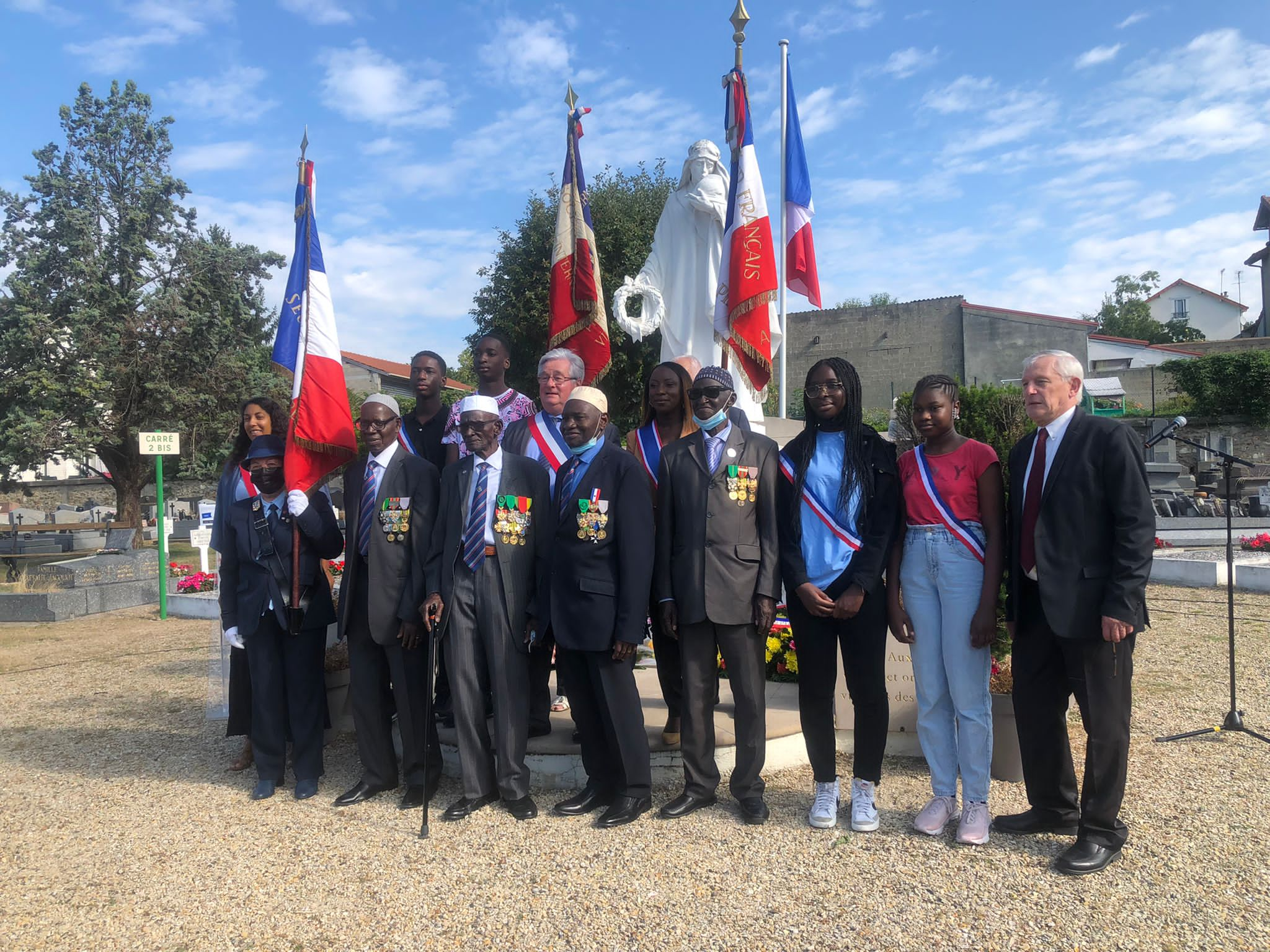
LXXVIIe anniversaire de la Libération : le Maire et les Élus, des Anciens Combattants et des jeunes de la ville.

- Armand Brette (1848-1912), historien.
- Pierre Devaux, tué au combat le 29 août 1944 à Villiers-le-Bel[12].
- Le général Jean-François Moulin (1752-1810).
- Alcide d'Orbigny (1802-1857), paléontologue et naturaliste.
- Le chansonnier Jean Rigaux (1909-1991).
- Élisabeth Reboussin (1762-1847), Julie  Potier  (1821-1898) et Louis Jules Chatenay (1828-1889), bienfaitrices et bienfaiteurs de la ville[3].

## Moyens d'accès
Le cimetière est principalement desservi par la ligne 5 du tramway d'Île-de-France aux stations Butte Pinson et Alcide d'Orbigny (à distance).